# Eisenbahnmuseum Bayerischer Bahnhof zu Leipzig

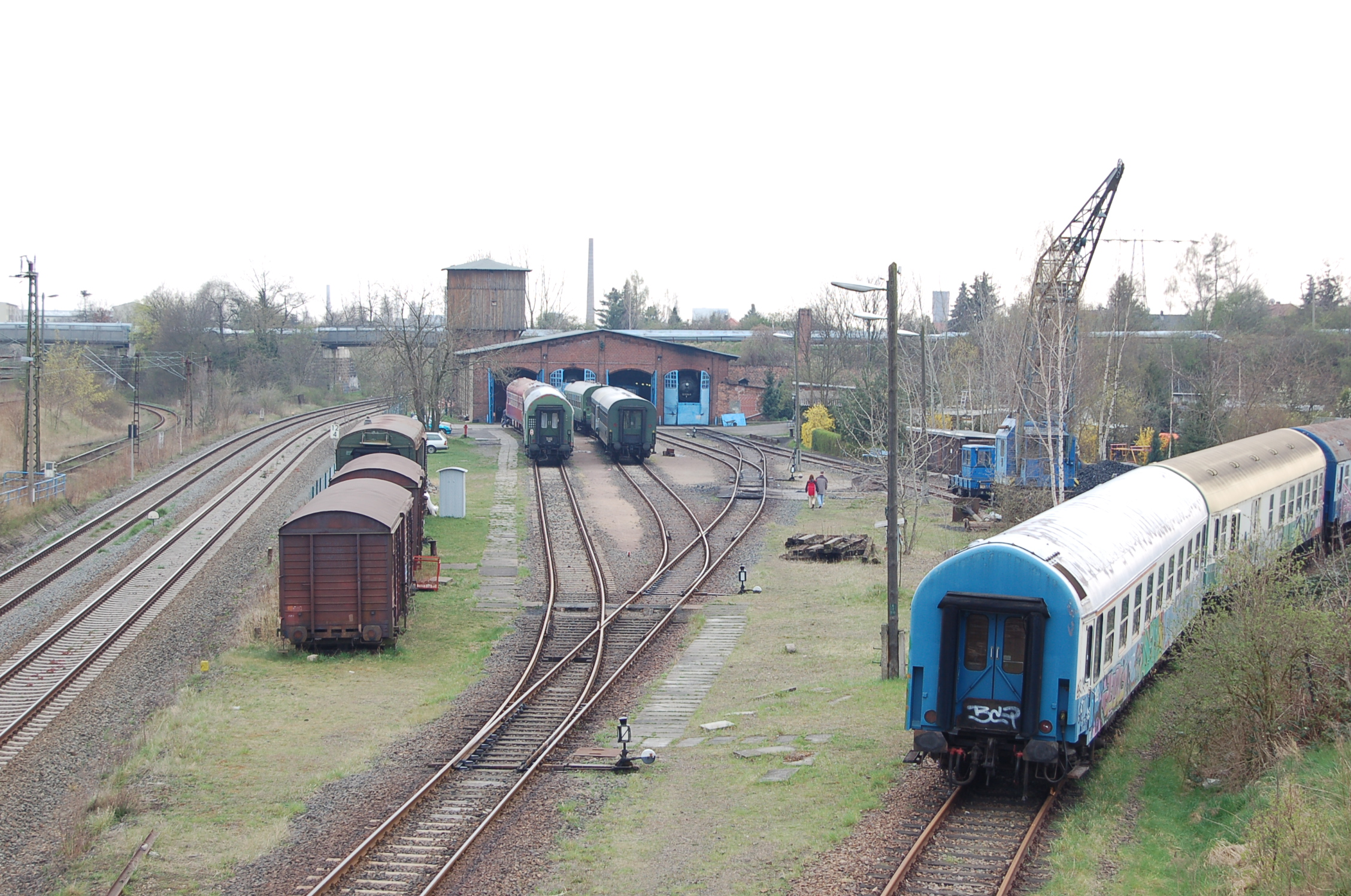
Lokschuppen I im ehem. Bw Leipzig-Plagwitz

Das Eisenbahnmuseum Bayerischer Bahnhof zu Leipzig hat seinen Standort im ehemaligen Bahnbetriebswerk Leipzig-Plagwitz. Das Museum zeigt neben einer eisenbahngeschichtlichen Ausstellung auch eine umfangreiche Fahrzeugsammlung, die aus Fahrzeugen des Vereins besteht. Eigentümer des Museums ist der Verein Eisenbahnmuseum Bayerischer Bahnhof zu Leipzig e.V.

## Geschichte

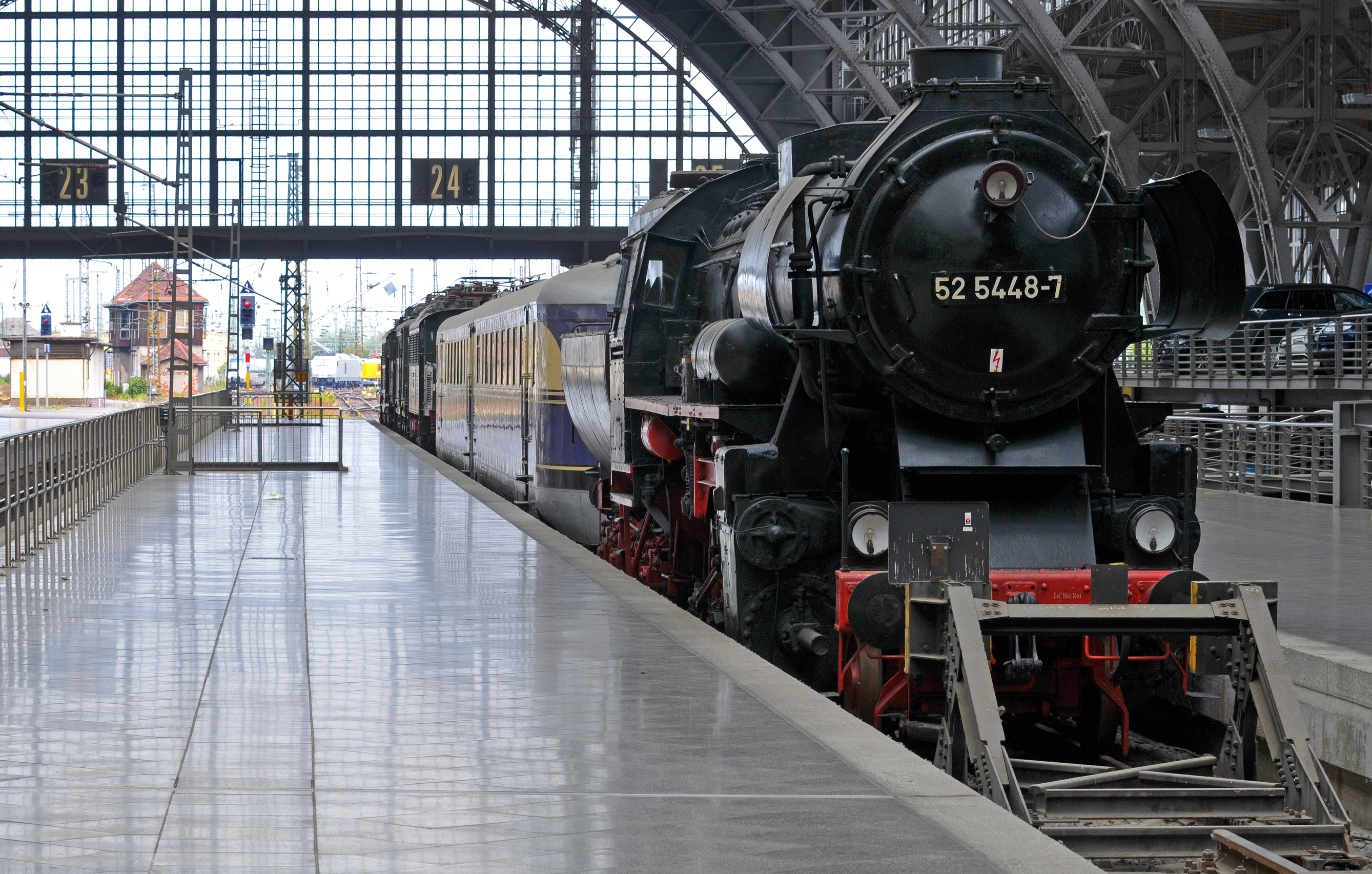
Die Dampflokomotive 52 5448-7 war 1992 die erste Dampflokomotive im Vereinsbesitz. Sie wird auf dem Museumsgleis 24 des Leipziger Hauptbahnhofs gezeigt.

Der gemeinnützige Verein wurde 1989 noch unter dem Dach des Kulturbundes der DDR als „IG Traditionslok Bayerischer Bahnhof zu Leipzig“ durch einige Eisenbahner gegründet; vorwiegend Lokführer des Bahnbetriebswerkes Engelsdorf bei Leipzig. Hauptsächliches Ziel der Interessengemeinschaft waren damals Erhalt, Aufarbeitung und Erwerb museal interessanter Dampflokomotiven in einem Eisenbahnmuseum auf dem Gelände des Bayerischen Bahnhofes. Viele dieser Lokomotiven – vormals im Bw Engelsdorf beheimatet – führten als abgestellter Beinahe-Schrott ein klägliches Dasein mit ungewisser Zukunft. Einige dieser Loks – u. a. die später durch den Verein käuflich erworbene 52 5448-7 – waren damals auf dem Bayerischen Bahnhof abgestellt. Es gab bereits Anfang bis Mitte der 1980er Jahre ernsthafte Vorstellungen, den Bayerischen Bahnhof mit Unterstützung der Deutschen Reichsbahn und städtischer Institutionen in ein Eisenbahnmuseum umzugestalten. Dort sollten betriebsfähige historische Fahrzeuge ausgestellt und für touristisch interessante Sonderfahrten eingesetzt werden. Dazu gab es sogar einmal eine Abhandlung in der Zeitschrift „Der Modelleisenbahner“.
In dieses Eisenbahnmuseum wollten die Gründer des Vereines neben einer betriebsfähigen Lokomotive auch ihre Sachkunde und aktive Mitarbeit einbringen. Mit dem Ende der DDR kam jedoch das Aus für die staatlichen Pläne eines Museums auf dem Bayerischen Bahnhof. Um dann jedoch wenigstens in privater Initiative den Lokschuppen des Bw Bayerischer Bahnhof für Schienenfahrzeuge wieder befahrbar zu machen, hätte es bereits damals eines enormen finanziellen Aufwandes bedurft. Der noch junge Verein konnte diesen Aufwand natürlich nicht tragen und es konnten in den unsicher erscheinenden Zeiten des Umbruches für ein solches Vorhaben auch keine Partner oder Sponsoren gefunden werden.
Im Jahr 1990 bereits hatte der Verein seinen jetzigen Namen erhalten und ist seit 1991 gleichzeitig als Freizeit-Gruppe des Bahn-Sozialwerkes Deutsche Reichsbahn (heute Stiftung Bahn-Sozialwerk) tätig. Die Geschäftsstelle des Vereines befand sich seinerzeit in einem Seitenflügel des Bayerischen Bahnhofes, die Fahrzeuge waren jedoch im Bahnbetriebswerk Engelsdorf hinterstellt und wurden von dort aus bereits zu ersten Sonderfahrten eingesetzt. Dennoch konnte der Verein durch Partner- und Sponsorensuche bei der Sanierung des historischen Portikus des Bayerischen Bahnhofes mitwirken.
Im Juni 1995 konnte der Verein in die zwei Jahre zuvor aufgelassene Triebfahrzeug-Einsatzstelle Leipzig-Plagwitz an der Kurt-Kresse-Straße, Ecke Goldrutenweg im Ortsteil Kleinzschocher umziehen. Seitdem befinden sich dort die Geschäftsstelle des EMBB e.V., die Werkstätten und notwendigen Nebenräume, sowie die Ausstellung eisenbahnhistorischer Sachzeugen. Deren attraktivster Teil ist sicherlich die Sammlung von Schienenfahrzeugen, die zum überwiegenden Teil aus vereinseigenen Fahrzeugen besteht. Außerdem werden auch sehr oft – zeitweise, oder als Dauerleihgabe – Fahrzeuge und Exponate privater Eisenbahnfreunde, anderer Vereine und BSW-Freizeitgruppen bzw. der Deutschen Bahn AG gezeigt.
Besichtigungen sind im Rahmen der zweimal jährlich (Frühjahr, Herbst) stattfindenden „Leipziger Eisenbahntage“, beim Sommerfest, zu den Öffnungszeiten sonnabends (außer an Sonderfahrtagen) von 10:00–16:00 Uhr sowie jederzeit nach telefonischer Vereinbarung möglich. Vorschulgruppen, Schulklassen und auch englischsprachige Besucher/-gruppen können dabei nach Absprache individuell betreut werden.

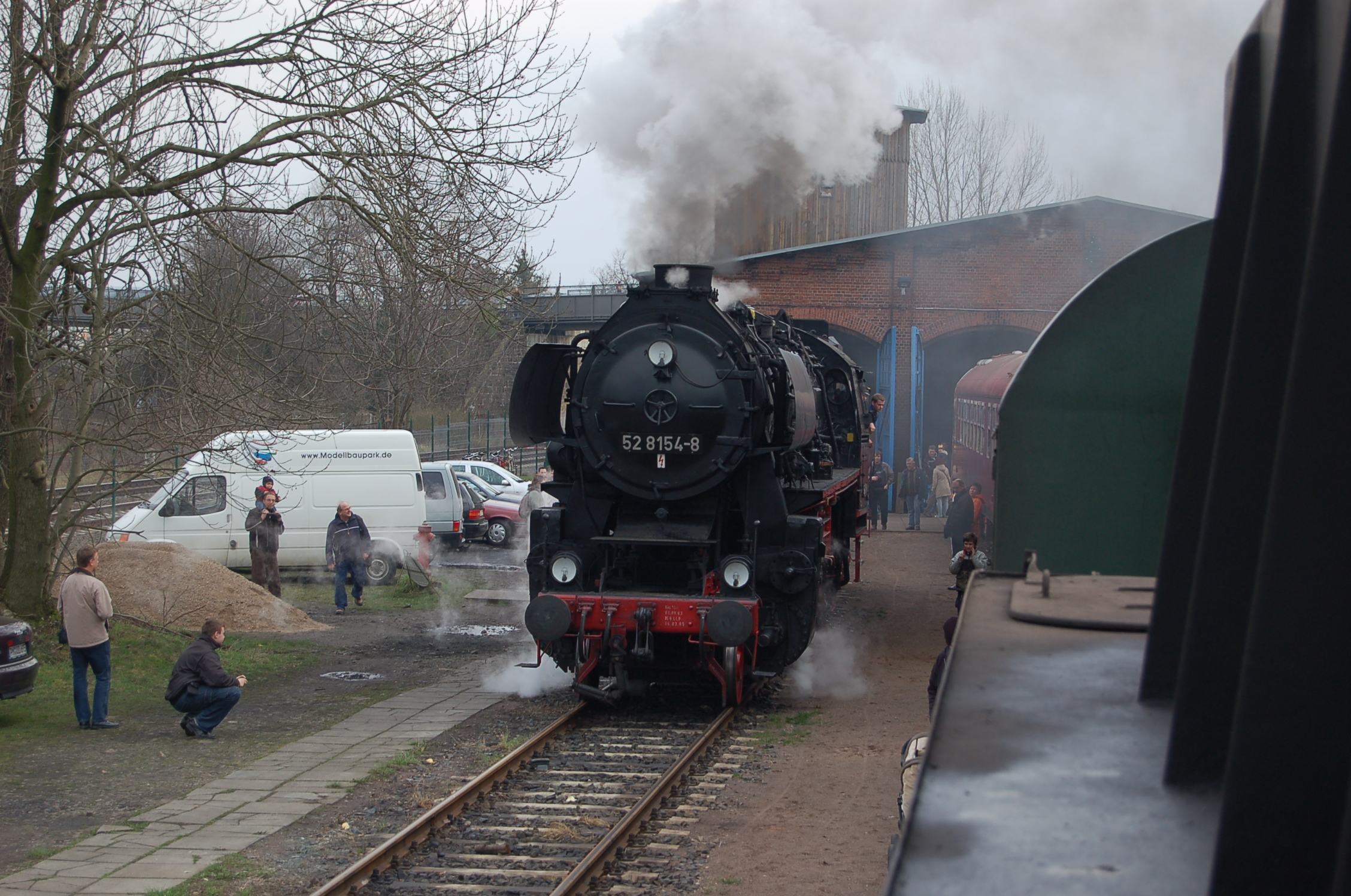
52 8154, letzte betriebsfähige regelspurige Dampflokomotive in Leipzig

Das Eisenbahnmuseum betreibt mit der Lokomotive 52 8154-8 die letzte betriebsfähige Regelspur-Dampflokomotive im Großraum Leipzig, eine Lok der DR-Baureihe 52.80.
Seit 1997 befindet sich mit der Dampflokomotive 52 5448-7 ein vereinseigenes Fahrzeug auf dem Museumsgleis 24 des Leipziger Hauptbahnhofs.
Dieses Museumsgleis dient als optische Trennung zwischen den Bahnanlagen und den Pkw-Stellplätzen des Hauptbahnhofs. Zu sehen sind dort neben der Dampflok auch ein Schnellverbrennungstriebwagen der Bauart Hamburg sowie jeweils eine elektrische Lokomotive der DR-Baureihe E 04, der DR-Baureihe E 44 und der DR-Baureihe E 94, welche jedoch nicht zum Eisenbahnmuseum Leipzig gehören. Der umgebaute Hauptbahnhof wurde am 12. November 1997 offiziell eröffnet.

## Trägername
Der Trägername kommt vom ehemaligen Leipziger Bayerischen Bahnhof, südöstlich der Leipziger Altstadt. Am 4. Dezember 1943 und 20. Februar 1944 wurde dieser Bahnhof bei den Luftangriffen auf Leipzig teilweise zerstört. Der heute nicht mehr existierende Fernbahnhof wurde 1842 in Betrieb genommen und galt bis zu seiner Schließung als der älteste erhaltene Kopfbahnhof Deutschlands. Am 10. Juni 2001 wurde der Bahnbetrieb (zuletzt nach Altenburg und Zwickau) vollständig eingestellt. Heute sind vom alten Bahngebäude noch der Portikus und die Gebäude der Westseite fast vollständig erhalten. Die hölzerne Bahnhofshalle brannte bei den Luftangriffen aus, auch die zerstörten Gebäude der Ostseite mussten größtenteils abgerissen werden. Nachfolge-Bahnanlage ist ein unterirdischer Durchgangs-Haltepunkt im Zuge des City-Tunnels Leipzig im Netz der S-Bahn Mitteldeutschland (seit Dezember 2013 in Betrieb).